# Brunau (Örtze)
Die Brunau ist ein 10,3 km langer Bach im Landkreis Celle, in der Lüneburger Heide (Deutschland), ein Nebenfluss der Örtze. 

## Geographie

### Quelle und Verlauf
Die Brunau entspringt in der Nähe von Nindorf (Bergen), fließt zunächst in nordöstlicher Richtung bis südlich von Hetendorf. Hier schwenkt sie nach Osten, nördlich an Bonstorf vorbei und fließt dann in südöstlicher Richtung weiter.  Im Norden von Baven wird die Brunau gestaut. Ursprünglich wurde hier eine Wassermühle betrieben. Hier steht die Backebergs-Mühle, ehemals eine wassergetriebene Getreidemühle. Die Brunau fließt direkt unter dem Gebäude hindurch. Kurz vor ihrer Mündung vereinigt sich die Brunau mit einem alten, inzwischen stillgelegten und zugewachsenen Rieselwiesen-Bewässerungskanal. Sie mündet mit diesem zusammen bei Baven nördlich von Hermannsburg in die Örtze. An ihrem Uferrand, überwiegend im Raum Bonstorf, wurden in den 1980er Jahren Weiden angepflanzt. Durch regelmäßige Schneitelung sind dadurch im Laufe der Jahre Kopfweiden entstanden. Zahlreiche Tiere finden in den häufig hohlen Stämmen Unterschlupf und Nistgelegenheit.

### Nebenflüsse

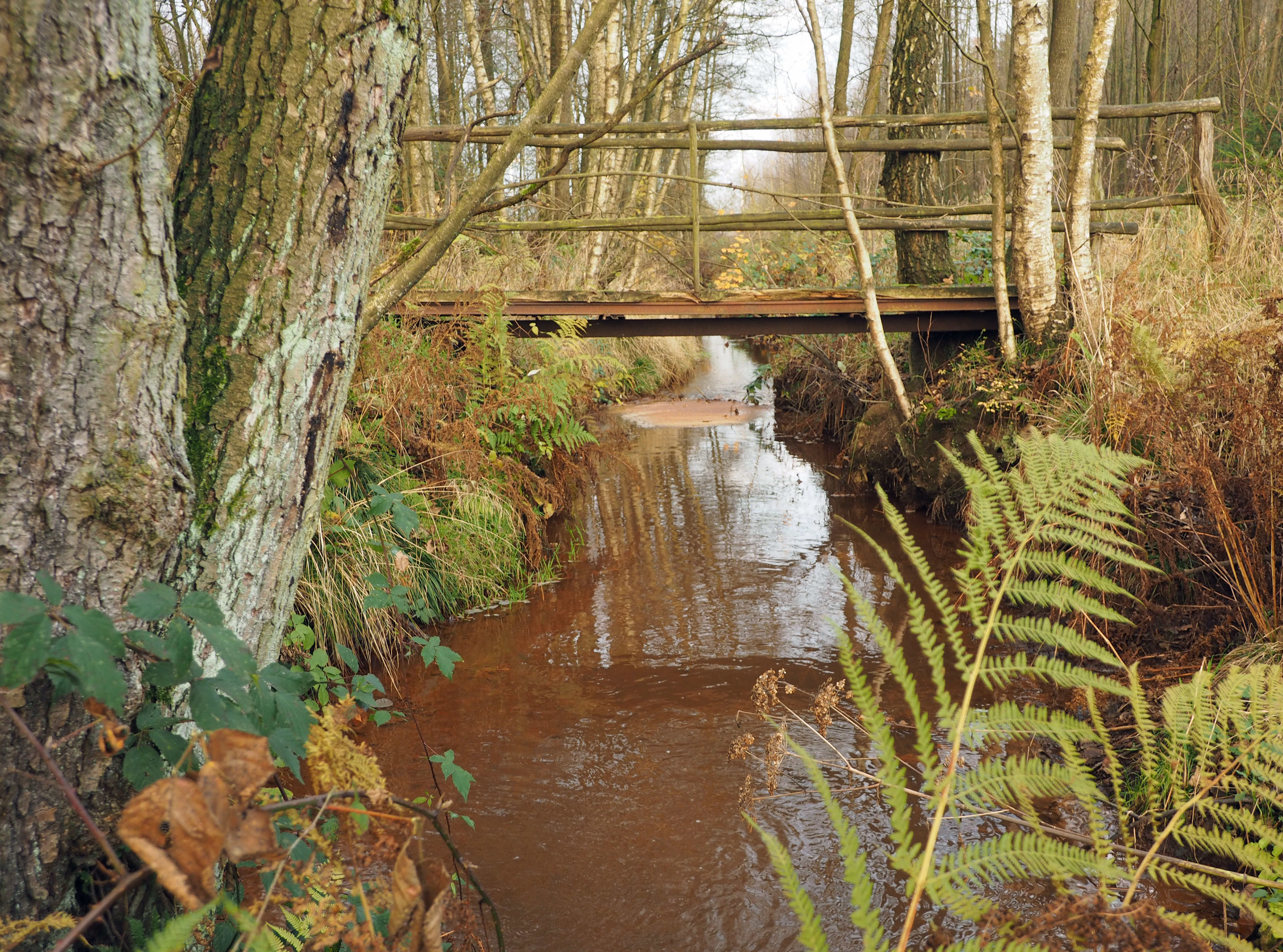
Brunau südwestlich von Hetendorf
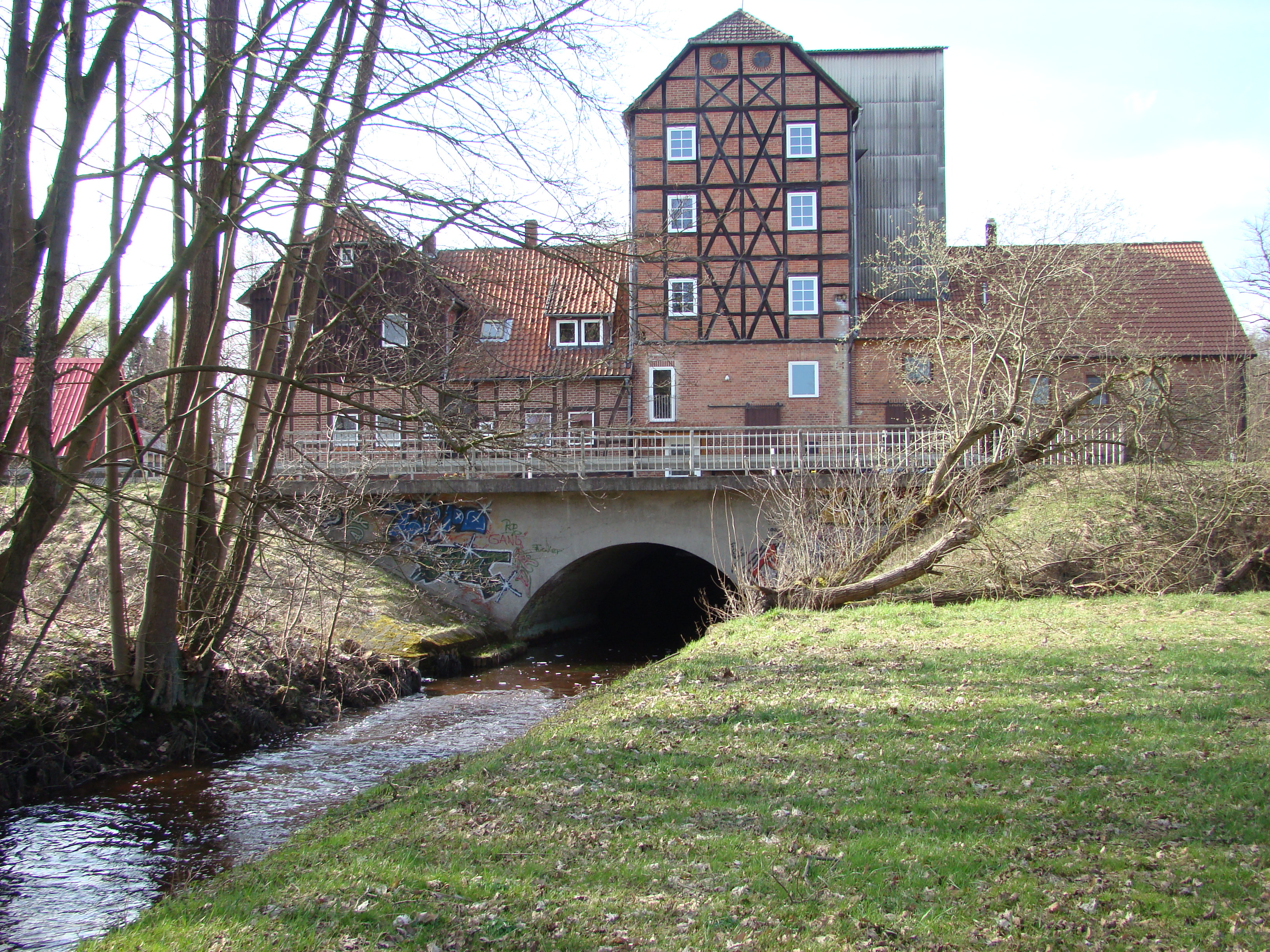
Die Brunau bei der Backebergs-Mühle
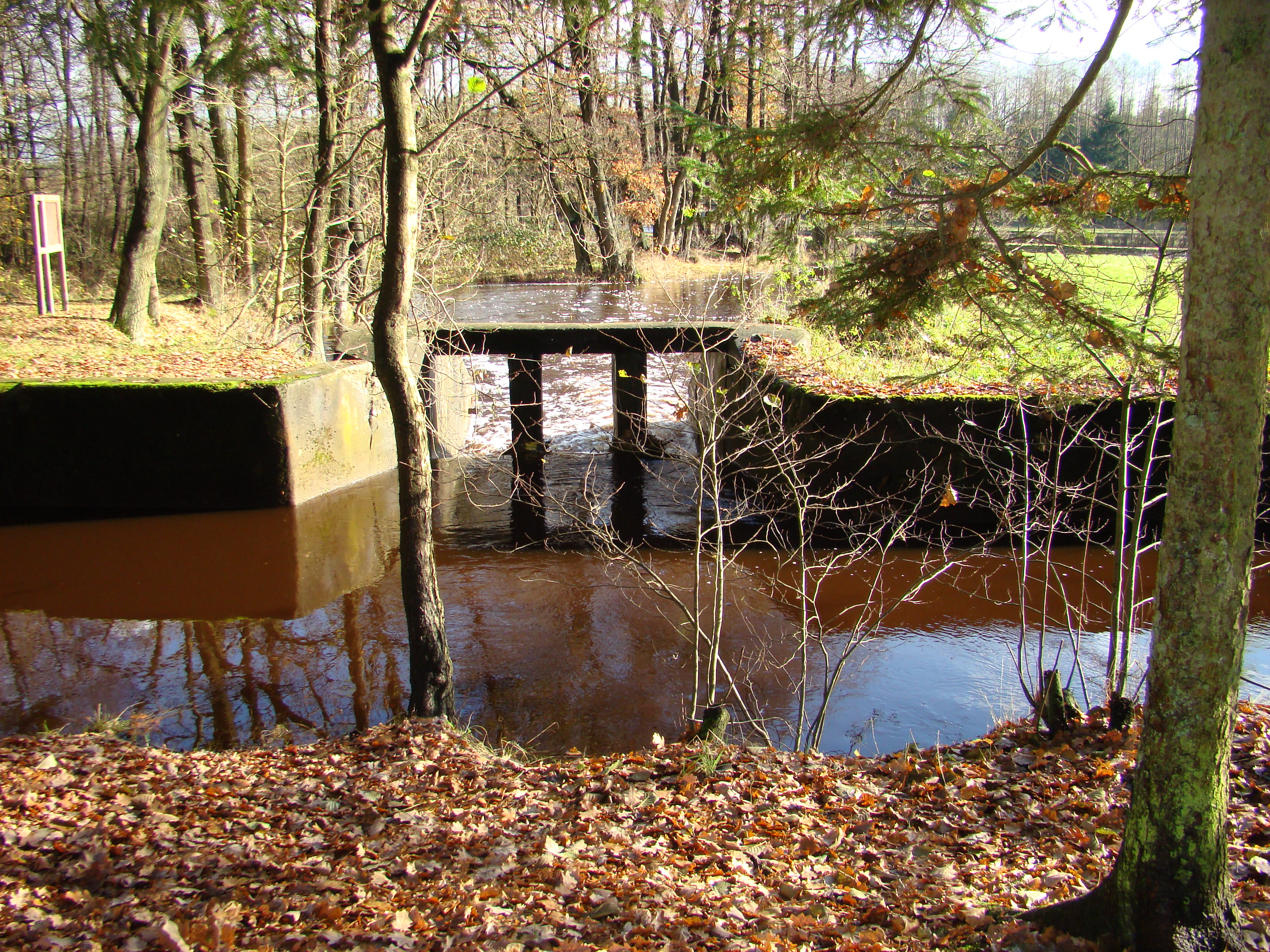
Ehemalige Schleuse zur Örtze, von rechts die Brunau, links der alte Rieselwiesen-Bewässerungskanal

## Zustand
Die Brunau verdankt ihren Namen ihrem  braunen (Plattdeutsch „bruun“) Wasser. Die Qualität hat aber durchgehend die Güteklasse II: mäßig belastet
Siehe auch: Brunau (Luhe), ein Gewässer im Landkreis Heidekreis, das in die Luhe mündet.